# Debbie Slimmon
Debra Lee Slimmon, detta Debbie (Melbourne, 3 aprile 1967), è un'ex cestista australiana.

## Carriera
Con l'Australia ha disputato i Giochi olimpici di Seul 1988.